# Gooikse Pijl
A Gooikse Pijl é uma corrida de ciclismo profissional de um dia belga que se disputa no município de Gooik (Flandres) e seus arredores, no final do mês de setembro.
Foi criada em 2004 como corrida amador. Desde 2012 faz parte do UCI Europe Tour, dentro da categoria 1.2 (última categoria do profissionalismo).

## Palmarés
| Ano                   | Vencedor              | Segundo                 | Terceiro          |
| --------------------- | --------------------- | ----------------------- | ----------------- |
| edições amador        |                       |                         |                   |
| 2004                  | Renaud Boxus          | Iljo Keisse             | Davy Daniels      |
| 2005                  | Jürgen Roelandts      | Jarno Van Mingeroet     | Pieter Duyck      |
| 2006                  | Vytautas Kaupas       | Kevin Van der Slagmolen | Stijn Neirynck    |
| 2007                  | Fabio Polazzi         | Mindaugas Striška       | Bert De Backer    |
| 2008                  | Fréderique Robert     | Stijn Neirynck          | Kevin Peeters     |
| 2009                  | Dieter Capelle        | Jarl Salomein           | Evert Verbist     |
| 2010                  | Eliot Lietaer         | Jonas Van Genechten     | Jarl Salomein     |
| 2011                  | Benjamin Verraes      | Timothy Dupont          | Steve Schets      |
| edições profissionais |                       |                         |                   |
| 2012                  | Ken Hanson            | Tino Thömel             | Antoine Demoitié  |
| 2013                  | Vegard Robinson Bugge | Boris Dron              | Eliot Lietaer     |
| 2014                  | Roy Jans              | Tom Van Asbroeck        | Laurens De Vreese |
| 2015                  | Oliver Naesen         | Dries Van Gestel        | Krister Hagen     |
| 2016                  | Aidis Kruopis         | Emiel Vermeulen         | Timothy Dupont    |
| 2017                  | Kenny Dehaes          | Gerben Thijssen         | Emiel Vermeulen   |
| 2018                  | Jordi Meeus           | Amund Grøndahl Jansen   | Martin Mortensen  |
| 2019                  | Pascal Ackermann      | Alberto Dainese         | Timothy Dupont    |
| 2020                  | Danny van Poppel      | Gerben Thijssen         | Arvid de Kleijn   |
| 2021                  | Fabio Jakobsen        | Danny van Poppel        | Jordi Meeus       |
| 2022                  | Gerben Thijssen       | Jasper Philipsen        | Max Kanter        |
| 2023                  | Jasper Philipsen      | Olav Kooij              | Dylan Groenewegen |
| 2024                  | Tim Merlier           | Jordi Meeus             | Olav Kooij        |
| 2025                  |                       |                         |                   |

## Palmarés por países
| País           | Vitórias |
| -------------- | -------- |
| Bélgica        | 11       |
| Lituânia       | 2        |
| Estados Unidos | 1        |
| Noruega        | 1        |
| Alemanha       | 1        |
| Países Baixos  | 1        |